# Distretto di Cosme
Il distretto di Cosme è uno degli undici distretti della  provincia di Churcampa, in Perù. Si trova nella regione di Huancavelica.